# (7434) Osaka
(7434) Osaka (1994 AB3) – planetoida z pasa głównego asteroid okrążająca Słońce w ciągu 3,4 lat w średniej odległości 2,26 j.a. Odkryta 14 stycznia 1994 roku.